# UnSun
UnSun — польская  готик-метал-группа, которую возглавляет экс-гитарист группы Vader - Мавриций «Mauser» Стефанович (с самого начала, UnSun позиционировался не как ещё один сайд-проект Mauser’a, а как его собственный способ исследования новой музыки). Изначально команда называлась Unseen, но потом этот динамичный квартет решил, что лучше всего им подойдет такое название, которое сочетает в себе день и ночь, свет и тьму. Так и родилось Unsun, название, прекрасно отражающее меланхолическую, мрачную, хотя и цепляющую суть их музыки, а также резкий контраст между высоко мелодичными партиями вокалистки Айи и драйвовыми, мощными риффами.
В течение зимы 2006 года группа вошла в студию для записи первого демо - "Whispers". Прошло не так много времени перед тем, как группой заинтересовались различные лейблы, но в итоге контракт был подписан с "Mystic Production" на родине, Польше.
Не теряя времени даром, Mauser и его супруга Айя начали записывать песни для дебютного альбома, который получил название "The End of Life". Он был записан в начале 2008 года в студии "Studio-X" и вышел в Европе 22 сентября уже с новым партнёром - "Century Media Records". Также было снято профессиональное видео на песню "Whispers", которое получило большую популярность и набрало на Youtube более 13 миллионов просмотров.
В поддержку своего первого альбома UnSun играли на летних фестивалях "Wave Gotik Treffen", "Summer Breeze", а также "Metal Female Voices Fest".
Весной 2010 года группа начала запись своего нового альбома, "Clinic For Dolls", который был выпущен в Европе 11 октября. Вскоре после выхода альбома группу покинули бас-гитарист Heinrich и барабанщик Vaaver. На смену им пришли Patryk "Patrick" Malinowski и Wojtek "Gonzo" Błaszkowski, играющий также в блэк-метал-группе Non Opus Dei. В том же году, за 3 дня до выпуска альбома, группа отправилась в тур, выступая на разогреве у Tristania в их европейском "Rubicon Tour" в поддержку альбома Rubicon, и посетила Францию, Германию, Нидерланды и Англию. В рамках продвижения альбома "Clinic for Dolls" группа выпустила клип на песню "Home".
В 2012 году на официальной странице UnSun в Facebook было объявлено о болезни вокалистки Айи, в связи с чем группа прекратила выступления и работу над новым материалом. В начале 2013 стало известно, что состояние вокалистки улучшилось, в связи с чем группа постепенно возвращается к работе над будущим альбомом, который, однако, по словам участников UnSun, в этом году не выйдет. В феврале 2016 года коллектив объявил о распаде.

## Состав
На момент распада
- Anna "Aya" Stefanowicz  - вокал (2006-2016)
- Maurycy "Mauser" Stefanowicz - гитара (2006-2016)
- Patryk "Patrick" Malinowski - бас (2010-2016)
- Wojtek "Gonzo" Błaszkowski - ударные (2010-2016)

Бывшие участники
- Filip "Heinrich" Hałucha  - бас (2006-2010)
- Wawrzyniec "Vaaver" Dramowicz  - ударные (2006-2010)

## Дискография
- Whispers (2006, demo)
- The End of Life (2008)
- Clinic For Dolls (2010)